# Oorlog met de salamanders
Oorlog met de salamanders (Tsjechisch: Válka s mloky) is een sciencefictionroman van de Tsjechische schrijver Karel Čapek. 

## Geschiedenis
De roman verscheen in 1936 bij de Praagse uitgever Fr. Bovory. Het boek verscheen in mei 1937 op de Nederlandse markt in de Echo-serie van uitgeverij Van Holkema & Warendorf in Amsterdam. Vertaalster van dienst was toen Eva Raedt-de Canter, die het boek vertaalde vanuit het Duits (Der Krieg mit den Molchen). Tijdens de Tweede Wereldoorlog was het boek in Nederland verboden, hetgeen er toe leidde dat het na die oorlog amper te verkrijgen was. De volgende editie in het Nederlands verscheen in het voorjaar van 1967 voor 1,90 gulden bij Het Spectrum in de Prisma Pocketsreeks (nummer 1164) in een vertaling van Willy Wielek-Berg, zij nam een Amerikaanse versie War with the newts als uitgangspunt. In 2015 verscheen wederom een vertaling maar nu bij de Wereldbibliotheek in een vertaling van Irma Pieper, vanuit het Tsjechisch.
Čapek schreef zelf over de roman dat het handelt over het opkomende Nazisme in Duitsland van voor de Tweede Wereldoorlog. Hij zag het als een onvermijdelijke ontwikkeling. Tegelijkertijd was hij van mening dat niet alleen de mensheid zich verder had ontwikkeld, binnen andere soorten was ook vooruitgang geboekt op evolutionair vlak. Dat het boek over het nazisme gaat werd door de schrijver benadrukt door onder meer te vermelden dat een in Duitsland levende variant van de salamanders door de Duitse wetenschappers werd gezien als het ras van salamanders voor de toekomst; zij waren superieur ten opzichte van andere salamanders (aldus een passage in de roman). Het landjepik door salamanders zou later overeenkomsten vertonen met het Verdrag van München (30 september 1938), Sudetenland viel vanaf toen onder Duits gezag; andere grootmachten keken toe en waren verdeeld over de aanpak van Duitsland. Čapek maakte dat nog net mee, hij overleed 25 december 1938.

## Verhaal
Het boek valt uiteen in drie delen. 
1. Andreas Scheuchzeri (pagina 11-101); het is de aanleiding van de strijd tussen mensen en salamanders; een Nederlandse kapitein vindt op Tanah Masa (verzonnen) in de Soenda-eilanden een grot waarin oesters hun parels maken; die grot wordt bewaakt door geesten, de salamanders aldaar hebben daar geen last van, maar wel van de haaien die in die omgeving zwemmen. Het blijkt dat de salamanders enige intelligentie bezitten zodat er met hun gecommuniceerd kan worden; zij vragen aan de mensheid om hun wapenen te leveren, zodat zij de haaien van hun weg kunnen houden en hun tijd kunnen besteden aan het opduiken van parels; Langzaam aan ontstaat een overwicht van de salamanders op de haaien
2. Op de trap der beschaving (pagina 103-161); de mensheid ziet mogelijkheden om de salamanders voor hun werk in te zetten, om zoveel mogelijk mensenarbeid te kunnen verlichten, worden er druk gehandeld in de salamanders, die als slaven geëxploiteerd worden; zij vestigen zich meestal in de kustgebieden; ze blijven zout water nodig hebben;
3. Oorlog met de salamanders (pagina 163-218), beschrijft de opstand van de salamanders tegen hun uitbuiters; aangezien de salamanders de meeste kustgebieden in hun bezit hebben, is het eigenlijk een fluitje van een cent, want geen schip kan meer ergens aanleggen, zo wordt de Britse vloot binnen enkele dagen uitgedund etc. De salamanders hebben steeds meer ruimte nodig en laten steeds meer kunststroken onder water lopen, zodat de mensheid zich steeds verder moet terugtrekken, mede geholpen door de mensheid, die steeds verdeelder raakt over de aanpak; de enige hoop die de mensheid nog kan koesteren/koestert is dat de salamanders uiteindelijk oorlog binnen de soort gaan voeren, maar ook dan is een lange weg te gaan; het (zee)water zal voor langere tijd onbruikbaar blijven.

## Ontvangst in Nederland
Het werd in 1937 door diverse recensenten als ironisch en satirisch bedoeld ingeschat. Ze zagen dat Čapek de samenleving in haar hele hoedanigheid bespotte en vooral dat de grootste vijand van de mensheid de mens zelf is. In 1966 was er nauwelijks aandacht voor de heruitgave. Toen in 2011 de uitgave van de Wereldbibliotheek uitkwam, vergeleken Het Parool en de Athenaeum Boekhandel het boek met 1984 van George Orwell, Brave New World van Aldous Huxley en The war of the worlds van H.G. Wells.